# Шкотовское плато
Шкотовское плато (до 1972 года Майхе-Даубихинское плато) — низкогорный базальтовый массив плиоценa в системе гор Сихотэ-Алиня. Максимальная высота — 905 м над уровнем моря. Расположено в юго-западной части Сихотэ-Алиня. К северу от плато находятся горы Пржевальского, к югу хребет Большой Воробей, к юго-востоку — Междуречный хребет. Имеется одноимённое месторождение угля — Шкотовское. В административном плане территорию плато делят между собой город Артём (юго-западная окраина плато, местами занятого болотами, занимает около 5 % территории города), также Шкотовский и Михайловский районы Приморья. Из крупных рек выделяется р. Шкотовка. Долины рек в пределах плато узкие, с крутыми бортами, водоразделы широкие, плоские.
Шкотовское плато расположено на юге Приморья и его конфигурация создаёт водораздел рек бассейнов Амура и Японского моря. Протяжённость с запада на восток достигает почти 80 км. Горы Пржевальского делят плато на два изолированных фрагмента неправильной формы, более крупный из которых западный. Ширина (с севера на юг) западного фрагмента не превышает 18 км, а восточного достигает около 14 км. Поверхность плато в целом имеет облик всхолмлённой равнины с преобладающей высотой около 850 м над уровнем моря, поверхность которой в результате водно-ветровой эрозии оказалась со временем расчленена многочисленными горными водотоками, на одном из которых имеются Шкотовские водопады. 
Местами плато состоит из базальтовых шестигранных столбов (результат кристаллизации при остывании). Самый красивый и известный водопад Шкотовского плато — водопад Неожиданный на левом притоке реки Стеклянухи — ручье Левый Горбатый Ключ. Огромное значение для региона имеют подземные воды плато, крупнейшим месторождением которых является Шкотовское, дающее Владивостоку 80 тыс. м³ пресной воды в сутки. Территорию горного плато также включает в себя Уссурийский заповедник, созданный для защиты местной флоры и фауны. Господствующей растительностью Шкотовского плато и его склонов на высотах до 500 м над уровнем моря некогда являлись сомкнутые пихтово-еловые леса, однако сейчас флора изменена вырубками, полосами ЛЭП и прочими антропогенными факторами. Появление редин привлекает однако и новые виды: по данным на 2010 год эту местность успешно заселила малая пестрогрудка Tribura davidi.